# Ley Arizona SB1070

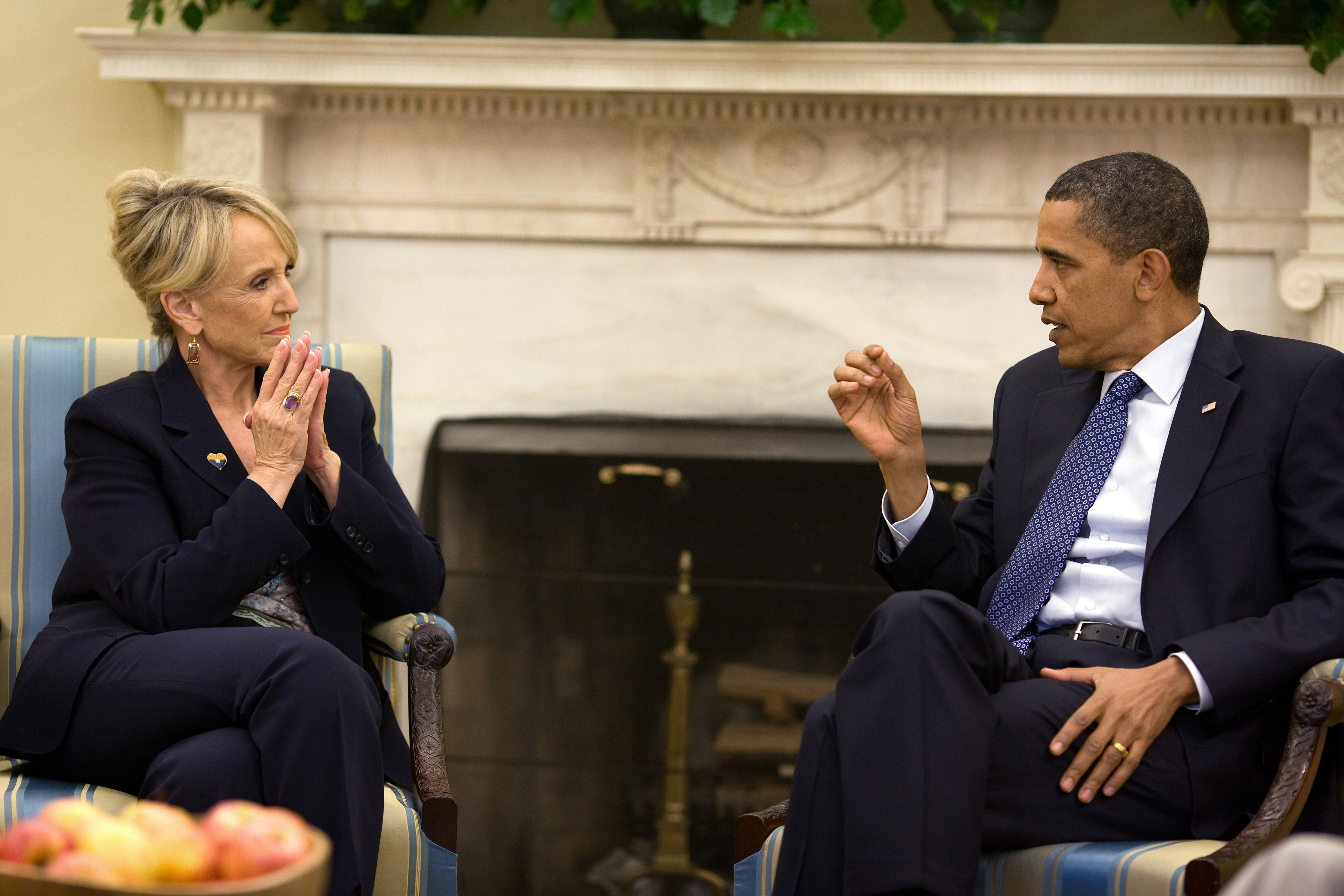
La gobernadora de Arizona Jan Brewer con el presidente de los Estados Unidos Barack Obama en junio de 2010 tras la aprobación de la Ley de Arizona SB1070 tratando cuestiones de inmigración y seguridad en la frontera entre Estados Unidos y México.

La Ley de Arizona, Ley de Arizona SB1070 de 2010, o ley Apoye nuestras fuerzas de orden público y los vecindarios seguros (Support Our Law Enforcement and Safe Neighborhoods Act, proyecto de ley del Senado 1070 y conocida como Arizona SB 1070), conocida como Ley del Odio (principalmente por sus oponentes), es una ley propuesta por el estado de Arizona que pretende la acción más amplia y estricta contra la inmigración ilegal en las últimas décadas. Ha recibido la atención nacional e internacional y ha provocado una controversia considerable ya que criminaliza a los inmigrantes que no poseen documentos y considera presuntos culpables de crímenes a todos los que por su apariencia puedan parecer inmigrantes, sin importar que sean ciudadanos estadounidenses o inmigrantes legales o ilegales. El entonces presidente Barack Obama se opuso a esta ley.

## Firma, entrada en vigor y suspensión temporal
La propuesta fue convertida en ley por la gobernadora Jan Brewer el 23 de abril de 2010. Entró en vigor el 29 de julio de 2010. El 28 de julio de 2010, 24 horas antes de su entrada en vigor, la jueza Susan Bolton, en Phoenix, ordenó la suspensión de las cláusulas más controversiales de la norma que criminaliza la inmigración. El 11 de abril de 2011, a petición del presidente Barack Obama, el tribunal de apelaciones estadounidense confirmó la suspensión de las disposiciones más controversiales de la ley migratoria del estado de Arizona.

## Contenido
Debido a esta ley, será considerado un delito menor estatal que un extranjero resida en Arizona sin llevar consigo los documentos de registro exigidos por la ley federal. La ley también aumenta la aplicación estatal y local de las leyes federales de inmigración y toma medidas duras contra los que albergan, contratan y transportan los extranjeros ilegales. El párrafo en la legislación sobre su intención dice que encarna una doctrina de «desgaste mediante la aplicación de la ley» (attrition through enforcement).
Los críticos de la legislación dicen que fomenta la discriminación por perfil racial, mientras que los partidarios dicen que la ley se limita a aplicar la ley federal existente. Después de una semana de su firma, la ley fue modificada por el proyecto de ley de la Cámara de Arizona, HB 2162, con el fin de abarcar algunas de estas preocupaciones. Hubo protestas en oposición a la ley en más de 70 ciudades de los EE. UU., incluidas las llamadas a un boicot de Arizona. La votación ha demostrado que la ley tiene un apoyo mayoritario en Arizona y en todo el país. La aprobación del proyecto ha llevado a otros estados a considerar la adopción de una legislación similar.
La ley fue firmada por la gobernadora Jan Brewer el 23 de abril de 2010. Ha entrado en vigor el 29 de julio de 2010, noventa días después del final de la sesión legislativa. Se han presentado impugnaciones sobre su constitucionalidad y su conformidad con las leyes de derechos civiles, entre ellas una por el Departamento de Justicia de los Estados Unidos, que también solicitó un mandamiento judicial contra la aplicación de la ley.

## Reacción
El 26 de abril, el entonces presidente mexicano Felipe Calderón dijo que "dichas políticas atentan contra los derechos humanos". El 27 de abril, el presidente estadounidense Barack Obama opinó públicamente: "Me parece que es una ley pobremente concebida". Entre los ciudadanos de los Estados Unidos, en cambio, esta ley cuenta con mucho apoyo: según una encuesta, 7 de cada 10 ciudadanos están a favor de la ley.
El 30 de abril, miembros de la directiva de la organización política APHEUA lamentaron públicamente la aprobación de esta ley, el presidente de la organización, Alejandro Rodríguez, público en su cuenta de Twitter: "Lamento la aprobación de esta nueva ley en Arizona, claramente es una violación a los derechos humanos", mientras que el vicepresidente, Diego Gómez, envió un mensaje de solidaridad a los inmigrantes e invitó a los ciudadanos estadounidenses a unirse en la lucha contra el racismo y la discriminación, también el Departamento de Justicia denuncia al sheriff, Joe Arpaio, por violar los derechos civiles de los indocumentados.